# Izmir Atatürk-Museum

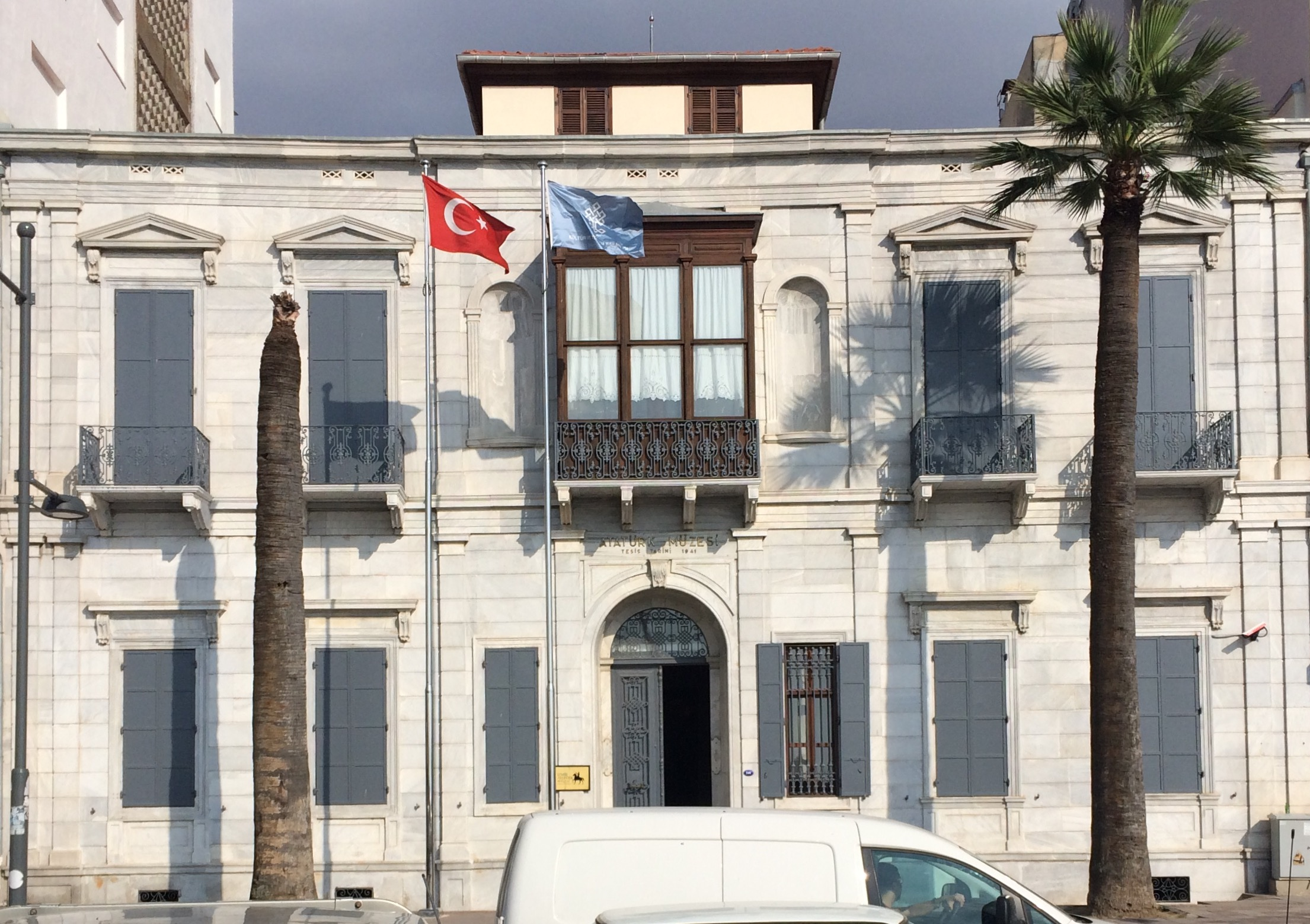
Das Museum in Izmir

Das Izmir Atatürk-Museum (türkisch İzmir Atatürk Müzesi) ist ein türkisches Museum in Izmir, welches das Leben und Wirken von Staatsgründer Mustafa Kemal Atatürk in der Stadt nachzeichnet. Es wurde 1941 eröffnet und erhielt 1988 seinen heutigen Namen.

## Geschichte

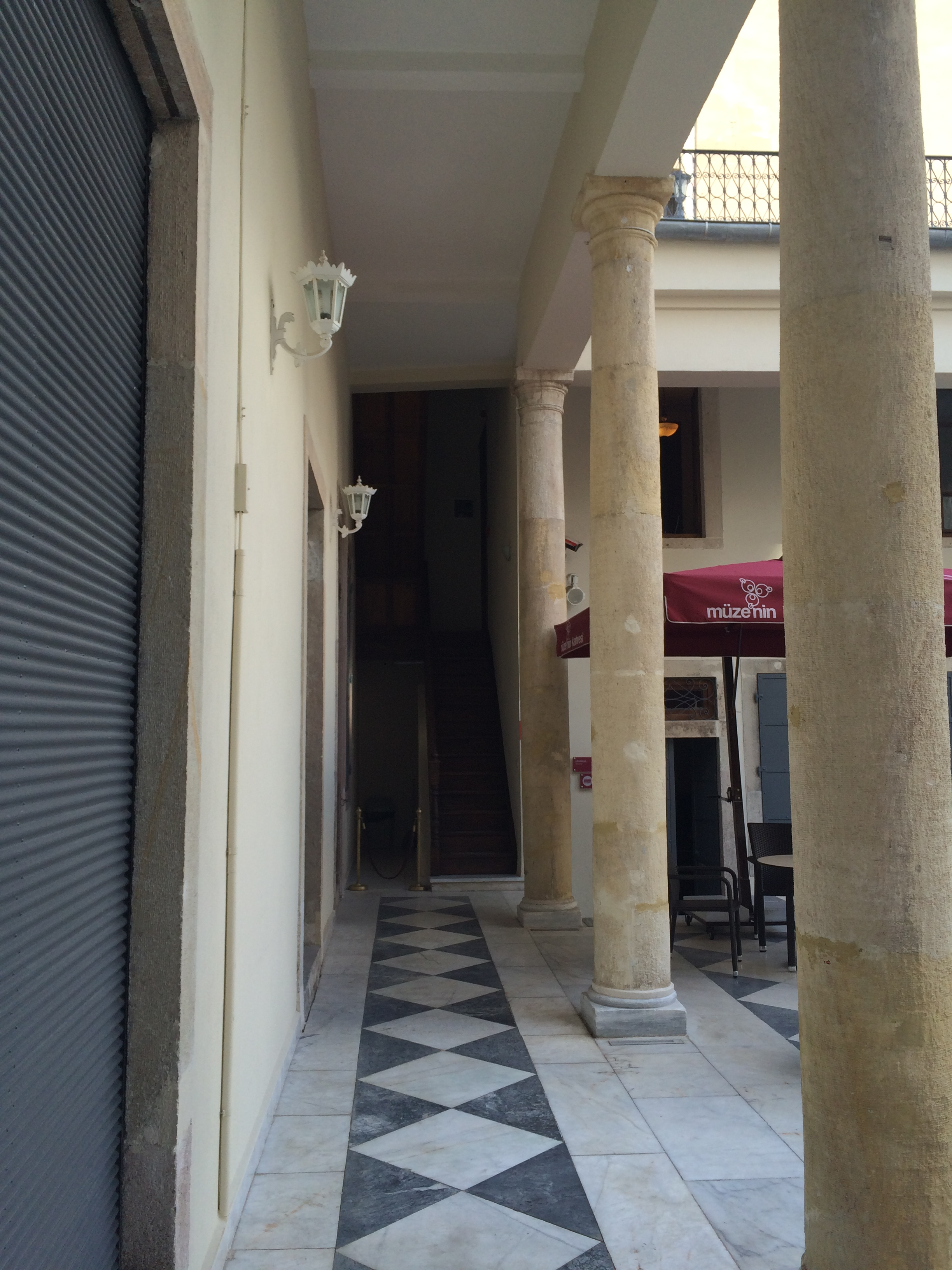
Innenhof mit dorischen Säulen

Das Gebäude wurde von 1875 bis 1880 für einen Teppichhändler am Gündoğdu Meydani in Izmir errichtet. Nachdem es länger leer stand, wurde es 1922 verstaatlicht. Einige Jahre nutzte es die türkische Armee als Hauptquartier und Atatürk diente es als Wohnsitz. Das Finanzministerium vermietete es ab 1923 an einen Naim Bey, der es als Hotel nutzte. Mehrfach übernachteten Atatürk und İsmet İnönü bei Aufenthalten in Izmir im Hotel. Die Stadtverwaltung Izmir erwarb das Gebäude 1926 und schenkte es Atatürk. Nach Atatürks Tod am 10. November 1938 erbte dessen Schwester Makbule Atadan das Haus, am 25. September 1940 enteignete die Stadtverwaltung die Besitzerin aber, um das Gebäude zu einem Museum zu machen.
Am 25. September 1941 eröffnete es die Stadtverwaltung als Museum, das Leben und Werk des Staatsgründers würdigt. Am 5. Oktober 1962 wurde das Museum „Atatürk-Bibliothek und städtisches Atatürk-Museum“ benannt. Am 25. Dezember 1972 verfügte das Dekret Nr. 12088 des Unterstaatssekretärs für Kulturangelegenheiten im Büro des Ministerpräsidenten, dass das Gebäude an das Archäologische Museum Izmir gehe. Nach Sanierungsarbeiten und einer Neueinrichtung der Sammlung wurde es am 29. Oktober 1978 als „Atatürk- und Volkskundemuseum“ wiedereröffnet. Am 13. Mai 1988 wurden die ethnografischen Exponate in das neue Ethnografische Museum Izmir übertragen und das Museum in „Atatürk Musuum“ umbenannt.

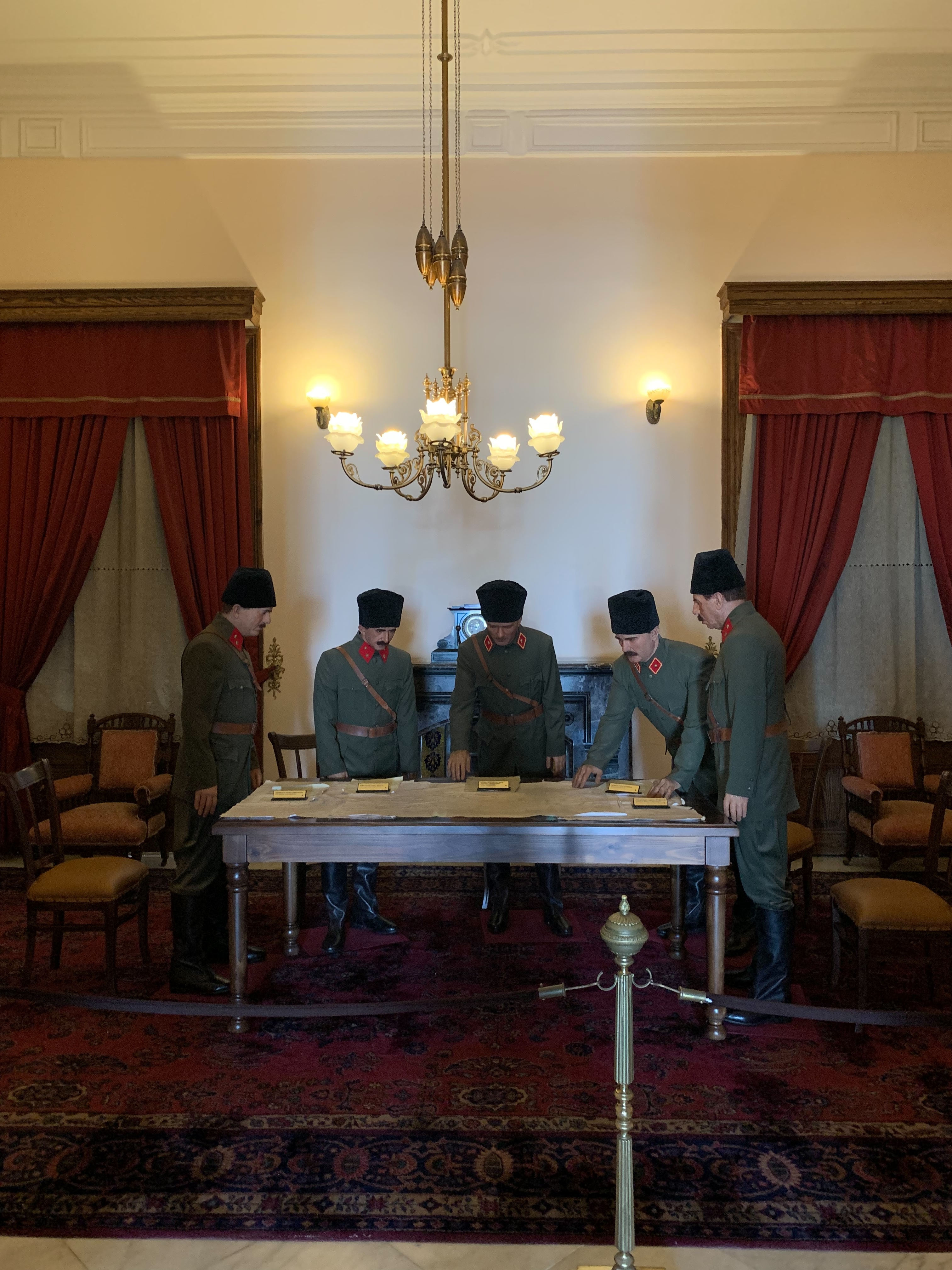
Nachgestellte Szenerie im Konferenzraum

## Architektur
Das zweigeschossige Gebäude wurde in der Innenstadt von Izmir in der Nähe des Meeres errichtet. Es ist von höheren Wohngebäuden, Cafés und Restaurants umgeben. Der neuklassizistische Stil enthält Einflüsse der griechischen und armenischen Kultur, die sich von der Architektur der umliegenden Gebäude deutlich unterscheidet.
Die Außenfassade ist symmetrisch gegliedert. An der Fassade befinden sich acht längliche und schmale Fenster in vier Fensterachsen, die mit ihren Ornamenten einen neuklassizistischen Stil widerspiegeln. Im Obergeschoss sind den bodentiefen Fenstern kleine Balkone mit schmiedeeisernen Geländern vorgesetzt. An den Ecken des Gebäudes sitzen doppelte Lisenen. Die fünfte Mittelachse ist als Risalit leicht hervorgehoben und durch Lisenen betont. Im Obergeschoss sitzt ein Holzerker, darunter eine hohe Tür mit gläserner Lünette. Der Tür sind zwei kleinere schmale Fenster beigefügt, die im Obergeschoss als Nischen ausgeführt sind. 
Im Foyer befinden sich Marmor-Statuen und Bilder, Kronleuchter erhellen das Innere. Links und rechts der Eingangshalle sind kleinere Wohnräume untergebracht, in denen Kamine aus dem 19. Jahrhundert für Wärme sorgten. Das Obergeschoss wurde von Atatürk genutzt. Vorhanden sind ein Konferenzraum, ein Arbeitszimmer, ein Schlaf- und ein Gästezimmer, eine Frisierstube und ein Zimmer für die Wachen, ein Esszimmer, eine Bibliothek, ein Wartezimmer und ein Bad.

## Museum
Das Museum ist mit persönlichen Gegenständen, wertvollen Möbeln und Teppichen des Staatsgründers Atatürk eingerichtet und zeichnet sein Leben und seinen Aufenthalt ein Izmir nach.